# Campeonato Mundial de Clubes de Balonmano de 2015
El Campeonato Mundial de Clubes de Balonmano de 2015 (oficialmente IHF Super Globe 2015) fue la 9.ª edición del Campeonato Mundial de Clubes de Balonmano. Fue celebrado por sexta vez consecutiva en Doha, Catar en el Al-Gharafa Sala de S.D. del 7 al 10 de septiembre de 2015.
Füchse Berlin ganó su primer título derrotando al MKB Veszprém en la final.

## Equipos Clasificados
Participarán del torneo los 5 campeones de cada torneo continental, el campeón defensor, el equipo anfitrión y un equipo comodín.
| Equipo            | Clasificación                |
| ----------------- | ---------------------------- |
| FC Barcelona      | Campeón defensor             |
| Club Africain     | Liga de campeones de la CAH  |
| Sydney University | Copa de campeones de Oceanía |
| Taubaté Handebol  | Campeonato Panamericano      |
| MKB Veszprém      | EHF Champions League         |
| Al Sadd           | Anfitrión                    |
| Füchse Berlin     | Invitado                     |
| Al Ahly           | Invitado                     |

## Resultados
Todos los horarios son locales(UTC+3).
|  | Cuartos de final  | Cuartos de final |                    |    | Semifinales   | Semifinales   |  |  | Final | Final |
|  |                   |                  |                    |    |               |               |  |  |       |       |
|  | 7 Septiembre      |                  |                    |    |               |               |  |  |       |       |
|  |                   |                  |                    |    |               |               |  |  |       |       |
|  | Füchse Berlin     | 27               |                    |    |               |               |  |  |       |       |
|  | Füchse Berlin     | 27               | 8 Septiembre       |    |               |               |  |  |       |       |
|  | Club Africain     | 24               |                    |    |               |               |  |  |       |       |
|  | Club Africain     | 24               | Füchse Berlin      | 26 |               |               |  |  |       |       |
|  | 7 Septiembre      |                  | Füchse Berlin      | 26 |               |               |  |  |       |       |
|  |                   | FC Barcelona     | 25                 |    |               |               |  |  |       |       |
|  | FC Barcelona      | FC Barcelona     | 25                 | 20 |               |               |  |  |       |       |
|  | FC Barcelona      |                  | 10 Septiembre      | 20 |               |               |  |  |       |       |
|  | Al Ahly           | 16               |                    |    |               |               |  |  |       |       |
|  | Al Ahly           | 16               | Füchse Berlin (ET) | 28 |               |               |  |  |       |       |
|  | 7 Septiembre      |                  | Füchse Berlin (ET) | 28 |               |               |  |  |       |       |
|  |                   | MKB Veszprém     | 27                 |    |               |               |  |  |       |       |
|  | Al Sadd           | MKB Veszprém     | 27                 | 20 |               |               |  |  |       |       |
|  | Al Sadd           | 8 Septiembre     |                    | 20 |               |               |  |  |       |       |
|  | Sydney University | 21               |                    |    |               |               |  |  |       |       |
|  | Sydney University | 21               | Sydney University  | 17 |               |               |  |  |       |       |
|  | 7 Septiembre      |                  | Sydney University  | 17 |               |               |  |  |       |       |
|  |                   | MKB Veszprém     | 29                 |    | Tercer puesto | Tercer puesto |  |  |       |       |
|  | MKB Veszprém      | MKB Veszprém     | 29                 | 27 | Tercer puesto | Tercer puesto |  |  |       |       |
|  | MKB Veszprém      |                  | 10 Septiembre      | 27 |               |               |  |  |       |       |
|  | Taubaté Handebol  | 24               |                    |    |               |               |  |  |       |       |
|  | Taubaté Handebol  | 24               | FC Barcelona       | 30 |               |               |  |  |       |       |
|  |                   |                  |                    |    |               |               |  |  |       |       |
|  | Sydney University | 20               |                    |    |               |               |  |  |       |       |
|  | Sydney University | 20               |                    |    |               |               |  |  |       |       |

Emparejamientos 5º puesto
|  | 5º–8º puesto semifinales | 5º–8º puesto semifinales |                |    | Quinto puesto | Quinto puesto |
|  |                          |                          |                |    |               |               |
|  | 8 September              |                          |                |    |               |               |
|  |                          |                          |                |    |               |               |
|  | Club Africain            | 17                       |                |    |               |               |
|  | Club Africain            | 17                       | 10 September   |    |               |               |
|  | Al Ahly                  | 20                       |                |    |               |               |
|  | Al Ahly                  | 20                       | Al Ahly        | 28 |               |               |
|  | 8 September              |                          | Al Ahly        | 28 |               |               |
|  |                          | Taubaté Handebol         | 24             |    |               |               |
|  | Al Sadd                  | Taubaté Handebol         | 24             | 24 |               |               |
|  | Al Sadd                  |                          |                | 24 |               |               |
|  | Taubaté Handebol         | 32                       |                |    |               |               |
|  | Taubaté Handebol         | 32                       | Séptimo puesto |    |               |               |
|  |                          |                          |                |    |               |               |
|  | 10 September             |                          |                |    |               |               |
|  |                          |                          |                |    |               |               |
|  | Club Africain            | 26                       |                |    |               |               |
|  | Club Africain            | 26                       |                |    |               |               |
|  | Al Sadd                  | 20                       |                |    |               |               |

### Cuartos de final
| 7 de septiembre de 2015 13:00 | MKB Veszprém    | 27–24   | HC Taubaté | Duhail Handball Sports Hall, Doha Árbitros: El-Sayed, Rashed |
| 7 de septiembre de 2015 13:00 | three players 5 | (12–12) | Silva 5    | Duhail Handball Sports Hall, Doha Árbitros: El-Sayed, Rashed |
| 7 de septiembre de 2015 13:00 | 5× 2×           |         | 3× 2×      | Duhail Handball Sports Hall, Doha Árbitros: El-Sayed, Rashed |

| 7 de septiembre de 2015 15:00 | Füchse Berlin | 27–24   | Club Africain | Duhail Handball Sports Hall, Doha Asistencia: 1,200 espectadores Árbitros: Stark, Ştefan |
| 7 de septiembre de 2015 15:00 | Nenadić 10    | (14–12) | Soussi 6      | Duhail Handball Sports Hall, Doha Asistencia: 1,200 espectadores Árbitros: Stark, Ştefan |
| 7 de septiembre de 2015 15:00 | 3×            |         | 3×            | Duhail Handball Sports Hall, Doha Asistencia: 1,200 espectadores Árbitros: Stark, Ştefan |

| 7 de septiembre de 2015 17:00 | FC Barcelona | 20–16  | Al Ahly     | Duhail Handball Sports Hall, Doha Asistencia: 2,000 espectadores Árbitros: Volodkov, Zotin |
| 7 de septiembre de 2015 17:00 | Jallouz 5    | (12–8) | Abouebaid 5 | Duhail Handball Sports Hall, Doha Asistencia: 2,000 espectadores Árbitros: Volodkov, Zotin |
| 7 de septiembre de 2015 17:00 | 6× 3×        |        | 5× 3× 1×    | Duhail Handball Sports Hall, Doha Asistencia: 2,000 espectadores Árbitros: Volodkov, Zotin |

| 7 de septiembre de 2015 20:00 | Al Sadd     | 20–21  | Sydney University | Duhail Handball Sports Hall, Doha Asistencia: 3,000 espectadores Árbitros: Kolahdouzan, Mousaviannazhad |
| 7 de septiembre de 2015 20:00 | Al-Ghamdi 6 | (10–9) | Llorente 9        | Duhail Handball Sports Hall, Doha Asistencia: 3,000 espectadores Árbitros: Kolahdouzan, Mousaviannazhad |
| 7 de septiembre de 2015 20:00 | 3×          |        | 4× 3×             | Duhail Handball Sports Hall, Doha Asistencia: 3,000 espectadores Árbitros: Kolahdouzan, Mousaviannazhad |

### 5º–8º puesto semifinales
| 8 de septiembre de 2015 14:00 | Club Africain | 17–20 | Al Ahly     | Duhail Handball Sports Hall, Doha Asistencia: 2,000 espectadores Árbitros: Kolahdouzan, Mousaviannazhad |
| 8 de septiembre de 2015 14:00 | Bannour 10    | (9–9) | Abouebaid 4 | Duhail Handball Sports Hall, Doha Asistencia: 2,000 espectadores Árbitros: Kolahdouzan, Mousaviannazhad |
| 8 de septiembre de 2015 14:00 | 7× 3×         |       | 3×          | Duhail Handball Sports Hall, Doha Asistencia: 2,000 espectadores Árbitros: Kolahdouzan, Mousaviannazhad |

| 8 de septiembre de 2015 16:00 | Al Sadd     | 24–32   | Taubaté Handebol | Duhail Handball Sports Hall, Doha Árbitros: Volodkov, Zotin |
| 8 de septiembre de 2015 16:00 | Abdelhak 11 | (11–15) | Teixeira 6       | Duhail Handball Sports Hall, Doha Árbitros: Volodkov, Zotin |
| 8 de septiembre de 2015 16:00 | 4× 3×       |         | 4× 3×            | Duhail Handball Sports Hall, Doha Árbitros: Volodkov, Zotin |

### Semifinales
| 8 de septiembre de 2015 18:00 | Füchse Berlin | 26–25   | FC Barcelona | Duhail Handball Sports Hall, Doha Asistencia: 2,000 espectadores Árbitros: El-Sayed, Rashed |
| 8 de septiembre de 2015 18:00 | Nenadić 8     | (12–15) | Lazarov 11   | Duhail Handball Sports Hall, Doha Asistencia: 2,000 espectadores Árbitros: El-Sayed, Rashed |
| 8 de septiembre de 2015 18:00 | 3× 2×         |         | 2×           | Duhail Handball Sports Hall, Doha Asistencia: 2,000 espectadores Árbitros: El-Sayed, Rashed |

| 8 de septiembre de 2015 20:00 | Sydney University | 17–29 | MKB Veszprém | Duhail Handball Sports Hall, Doha Asistencia: 1,500 espectadores Árbitros: Krstić, Ljubič |
| 8 de septiembre de 2015 20:00 | Lennström 4       | (5–9) | Ilić 8       | Duhail Handball Sports Hall, Doha Asistencia: 1,500 espectadores Árbitros: Krstić, Ljubič |
| 8 de septiembre de 2015 20:00 | 5× 3× 1×          |       | 4× 3×        | Duhail Handball Sports Hall, Doha Asistencia: 1,500 espectadores Árbitros: Krstić, Ljubič |

### Séptimo puesto
| 10 de septiembre de 2015 14:00 | Club Africain          | 26–20 | Al Sadd     | Duhail Handball Sports Hall, Doha Árbitros: Volodkov, Zotin |
| 10 de septiembre de 2015 14:00 | Ben Ghali, Ben Salah 6 | (9–8) | Padežanin 6 | Duhail Handball Sports Hall, Doha Árbitros: Volodkov, Zotin |
| 10 de septiembre de 2015 14:00 | 5× 4×                  |       | 3×          | Duhail Handball Sports Hall, Doha Árbitros: Volodkov, Zotin |

### Quinto puesto
| 10 de septiembre de 2015 16:00 | Al Ahly   | 28–24   | HC Taubaté | Duhail Handball Sports Hall, Doha Asistencia: 1,500 espectadores Árbitros: Krstić, Ljubič |
| 10 de septiembre de 2015 16:00 | Mohamed 6 | (16–11) | Pacheco 5  | Duhail Handball Sports Hall, Doha Asistencia: 1,500 espectadores Árbitros: Krstić, Ljubič |
| 10 de septiembre de 2015 16:00 | 4× 2×     |         | 4× 3×      | Duhail Handball Sports Hall, Doha Asistencia: 1,500 espectadores Árbitros: Krstić, Ljubič |

### Tercer puesto
| 10 de septiembre de 2015 18:00 | FC Barcelona   | 30–20   | Sydney University | Duhail Handball Sports Hall, Doha Árbitros: Kolahdouzan, Mousaviannazhad |
| 10 de septiembre de 2015 18:00 | four players 4 | (15–10) | Llorente 5        | Duhail Handball Sports Hall, Doha Árbitros: Kolahdouzan, Mousaviannazhad |
| 10 de septiembre de 2015 18:00 | 5× 3×          |         | 4× 3×             | Duhail Handball Sports Hall, Doha Árbitros: Kolahdouzan, Mousaviannazhad |

### Final
| 10 de septiembre de 2015 20:00 | Füchse Berlin       | 28–27 (T.E.) | MKB Veszprém | Duhail Handball Sports Hall, Doha Asistencia: 5,000 espectadores Árbitros: Stark, Ştefan |
| 10 de septiembre de 2015 20:00 | Tønnesen 6          | (15–13)      | Sulić 8      | Duhail Handball Sports Hall, Doha Asistencia: 5,000 espectadores Árbitros: Stark, Ştefan |
| 10 de septiembre de 2015 20:00 | 4× 3×               |              | 3× 2×        | Duhail Handball Sports Hall, Doha Asistencia: 5,000 espectadores Árbitros: Stark, Ştefan |
| 10 de septiembre de 2015 20:00 | FT: 24–24 T.E.: 4–3 |              |              | Duhail Handball Sports Hall, Doha Asistencia: 5,000 espectadores Árbitros: Stark, Ştefan |

## Clasificación General
| Medalla de oro    | Füchse Berlin     |
| Medalla de plata  | MKB Veszprém      |
| Medalla de bronce | FC Barcelona      |
| 4                 | Sydney University |
| 5                 | Al Ahly           |
| 6                 | Taubaté Handebol  |
| 7                 | Club Africain     |
| 8                 | Al Sadd           |